# Tour d’Algérie

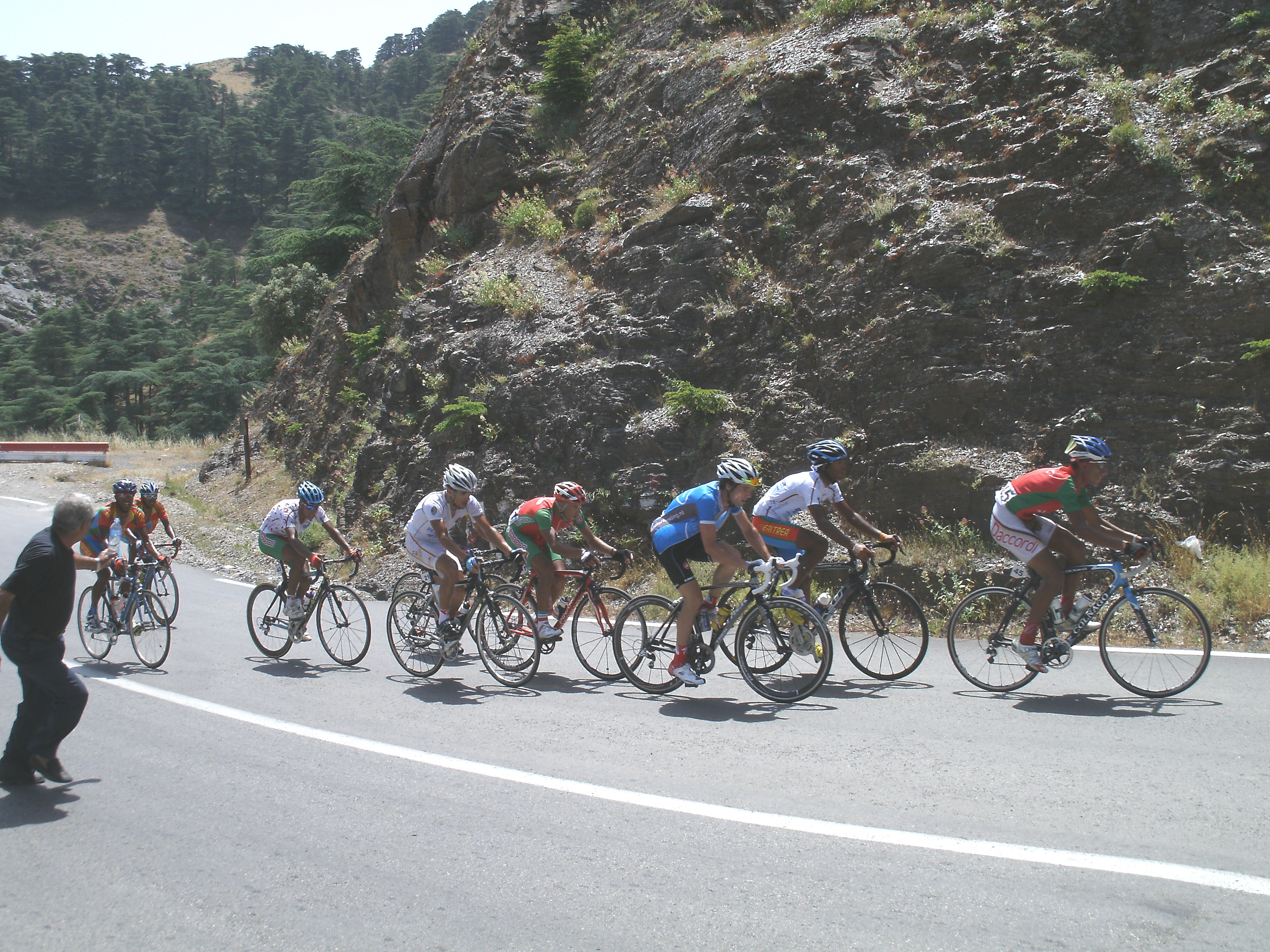
Tour d’Algérie, 2011

Die Tour d’Algérie (dt.: Algerien-Rundfahrt) ist ein jährlich stattfindendes algerisches Straßenradrennen, das zum ersten Mal 1949 ausgetragen wurde. Zuvor gab es 1929 und 1935 bereits Austragungen des Etappenrennens.
Nachdem das Etappenrennen 1953 zum vorerst letzten Mal stattgefunden hatte, wurde es 1970 wieder ins Leben gerufen und als Amateurwettbewerb veranstaltet. Nach zwei Phasen ohne Austragung von 1976 bis 1983 und von 1989 bis 2000 ist die Algerien-Rundfahrt seit 2011 Teil der UCI Africa Tour in der Kategorie 2.2. Das Rennen fand 2011 noch im Juni statt, bevor es 2012 in den März gelegt wurde. Als einziger Fahrer konnte bislang der Belgier Hilaire Couvreur, der die ersten beiden Austragungen gewonnen hatte, das Rennen zweimal für sich entscheiden.

## Streckenführung
Die Algerien-Rundfahrt kann aufgrund der verschiedenen geografischen und topografischen Gegebenheiten des Landes mit dem Atlasgebirge und dem Mittelmeer im Norden und der Sahara mit dem Ahaggar-Gebirge und dem Tschadbecken im Süden sowohl flache als auch gebirgige Etappen aufweisen. Das Rennen endet zumeist in der Hauptstadt Algier.

## Geschichte

### 1949–1953
Die Tour d’Algérie wurde im Jahr 1949 – zu einer Zeit, als Algerien noch eine französische Kolonie war – vom Franzosen Alec Barthus geschaffen und fand vom 13. März bis zum 3. April über 19 Etappen und 2.707 Kilometer statt. Das Rennen startete in Alger und führte die Fahrer zuerst nach Osten, dann nach Süden und schließlich über das Atlasgebirge nach Osten und wieder in die Hauptstadt Algier zurück, wo es im dortigen Radstadion endete. Am Start standen vor allem Profi-Radsportler aus Europa. Der Belgier Hilaire Couvreur gewann die erste Algerien-Rundfahrt nach 89 Stunden, 2 Minuten und 27 Sekunden Fahrzeit vor dem Franzosen Roger Dequenne mit 38 Sekunden Rückstand. Der Drittplatzierte Edward Van Dyck, ein Landsmann Couvreurs, wies bereits über 12 Minuten Rückstand auf den Sieger auf. Als Fünfter der Gesamtwertung war Ahmed Kébaili bester Afrikaner. Couvreur wiederholte seinen Erfolg von 1949 auch im folgenden Jahr und ist damit bis heute der einzige Fahrer, der das Rennen zweimal gewonnen hat.
1951 wurde die Tour d’Algérie in Tour d'Afrique du Nord umbenannt, fand während zwei Wochen im Mai statt, kurz nach der Tour du Maroc im April, und führte auch nach Tunesien. Den Fahrern machten in diesem Jahr Kälte, starker Wind und Regen zu schaffen, bevor sich mit André Rosseel erneut ein Belgier den Sieg sicherte. Nach dem bis jetzt einzigen französischen Sieg durch Vincent Vitetta 1952 gewann 1953 mit Germain Derycke noch einmal ein Belgier, bevor das Profiradrennen wegen des Algerienkrieges nicht mehr ausgetragen wurde.

### 1970–2003
Im Jahr 1970 wurde die Algerien-Rundfahrt unter der Organisation des algerischen Radsportverbandes um den früheren Etappensieger des Rennens, Ahmed Kébaili, wieder eingeführt, dieses Mal allerdings nur für Amateure. Neben der Gesamtwertung wurden nach dem Vorbild der Tour de France auch Sonderwertungen wie zum Beispiel eine Mannschaftswertung oder eine Punktewertung eingeführt. Die erste Austragung nach der Unabhängigkeit des Landes von Frankreich führte über fast 2000 Kilometer. 112 Fahrer in 16 Mannschaften nahmen teil. Wegen starkem Wind und Schneefall, der das Feld auf der siebten Etappe stark dezimierte, wurde die Rundfahrt in zwei Gesamtwertungen aufgeteilt: eine von der ersten bis zur siebten und eine von der achten bis zur letzten Etappe. Das erste Teil des Rennens wurde dominiert vom polnischen Team, das durch Zygmund Hanusik die erste Gesamtwertung und durch Ryszard Szurkowski die Punktewertung gewann und außerdem Erster in der Mannschaftswertung wurde. Die zweite Gesamtwertung ging schließlich an Axel Peschel aus dem ebenfalls sehr erfolgreichen Team der DDR. Peschels Mannschaftskamerad Bernd Knispel war bereits in der ersten Gesamtwertung Dritter geworden. Bester Amateur aus der BRD war Johannes Knab, Dritter in der zweiten Gesamtwertung. Die algerischen Gastgeber konnten zwei Etappensiege einfahren.
Die Algerien-Rundfahrt 1971 verlief über 12 Etappen und 1500 Kilometer. Wieder nahmen unter anderem Teams aus Polen, der DDR und dieses Mal auch aus der Sowjetunion teil. Die sowjetische Abordnung gewann die Mannschaftswertung und platzierte drei Fahrer unter den besten Vier der Gesamtwertung, was aber den Sieg des Polen Zbignien Krzeszowiec nicht verhindern konnte. 1974 fand kein Rennen statt, und nachdem 1975 der Schwede Sven-Åke Nilsson den Sieg davongetragen hatte, wurde die Algerien-Rundfahrt bis 1984 überhaupt nicht mehr ausgetragen. Nachdem der Wettbewerb 1984 wieder aufgenommen worden war, dominierten in den Folgejahren die algerischen Fahrer, die europäische Beteiligung nahm ab. Niedine Tchambaz war 1984 der erste Algerier, der seine Heimatrundfahrt gewinnen konnte. Dennoch konnte Steffen Rein aus der DDR 1988 als zweiter Deutscher das Rennen gewinnen, sein Landsmann Falk Boden erreichte den dritten Platz. Danach fiel die Algerien-Rundfahrt aber wieder für über zehn Jahre aus und wurde erst im Jahr 2000 wiederbelebt – nach der Abschaffung der Amateurklasse im Radsport jetzt als internationales afrikanisches Elite-Rennen. Die erste Austragung im neuen Jahrtausend sah einen ägyptischen Dreifacherfolg. Danach fand 2003 noch einmal eine Algerien-Rundfahrt über elf Etappen statt, bevor der Wettbewerb wieder einige Jahre lang ruhte.

### Ab 2011
Der algerische Radsportverband führte die Algerien-Rundfahrt schließlich im Juni 2011 als Teil der UCI Africa Tour wieder im internationalen Rennkalender ein. Die Rundfahrt ist aber jetzt nur noch fünf Etappen lang und findet ab 2012 im März statt. Zwei Tage nach Ende des Rennens findet zum Abschluss der Rundfahrt noch der Circuit d’Alger in der algerischen Hauptstadt statt, der aber nicht zur Gesamtwertung des Rennens zählt.

## Palmarès
- 1929  Marcel Colleu
- 1949  Hilaire Couvreur
- 1950  Hilaire Couvreur
- 1951  André Rosseel
- 1952  Vincent Vitetta
- 1953  Germain Derycke
- 1954–1969: keine Austragung
- 1970  Zygmunt Hanusik;  Axel Peschel[2]
- 1971  Zbigniew Krzeszowiec
- 1972  Frits Schür
- 1973  Stanisław Szozda
- 1974: keine Austragung
- 1975  Sven-Åke Nilsson
- 1976–1983: keine Austragung
- 1984  Nieddline Tchambaz
- 1985  Sebti Benzine
- 1986  Salim Belkir
- 1987  Abdelkader Reguigui
- 1988  Steffen Rein
- 1989–2000: keine Austragung
- 2001  Mohamed Abdel-Fatah
- 2002: keine Austragung
- 2003  Mohamed Er Regragui
- 2004–2010: keine Austragung
- 2011  Azzedine Lagab
- 2012  Natnael Berhane
- 2013  Víctor de la Parte
- 2014  Mekseb Debesay
- 2015–2017: keine Austragung
- 2018  Azzedine Lagab
- 2019–2022: keine Austragung
- 2023  Paul Hennequin
- 2024  Nassim Saidi
- 2025  Hamza Amari